# Les Commandos Percu
 (janvier 2022).
Si vous disposez d'ouvrages ou d'articles de référence ou si vous connaissez des sites web de qualité traitant du thème abordé ici, merci de compléter l'article en donnant les références utiles à sa vérifiabilité et en les liant à la section « Notes et références ».
Les Commandos Percu est une compagnie française de spectacles fondée en 1994 dans la région de Toulouse. Le propos artistique est centré sur le rythme, le mouvement et le feu en associant les percussions et la pyrotechnie.

## Présentation
Le nom de la compagnie vient de l'idée originelle de créer une troupe de percussionnistes mobiles capables d'intervenir par surprise n'importe où en utilisant tout élément capable de produire un son comme instrument de percussion.
Rapidement, l'idée s'est imposée de créer des instruments de percussion inédits, les « harnais de percussions », et une grosse caisse géante, le « Big Drum ». Ces instruments sont basés sur des systèmes de tension  exclusifs des peaux (toutes les peaux conventionnelles du marché sont concernées) à partir d'anneaux en bois. S'ils étaient fabriqués de façon artisanale par les musiciens eux-mêmes, un partenariat avec une société d'instruments de percussions (Rythmes et Sons à Strasbourg, sous la direction de Claude Walter) a permis la création de systèmes de tension encore plus perfectionnés. Ce partenariat a donné naissance à des instruments commercialisés à partir de 2006 par cette société sous le nom de « Cool Drums ». D'autres instruments exclusifs ont été développés comme une collection de gongs rectangulaires en titane,.
L'utilisation de la pyrotechnie est prépondérante dans la mise en scènes de tous les spectacles de la compagnie, elle intervient autant comme un élément de décors que comme un instrument de percussions supplémentaire.

## Spectacles
Au niveau international, les Commandos Percu se sont produits par exemple dans les villes de Singapour, Toronto, Madrid, Bruxelles, Sydney ou encore Londres, ainsi que dans des festivals tels que les Francofolies de Spa, Chalon dans la rue, Sziget Festival.
- 1994 : Les Interventions Mobiles
- 1996 : Le Concert de Feu[9]
- 1999 : Boom = Boom
- 2001 : Le Percutant
- 2003 : Contre Feux
- 2007 : Très Méchant(s)[10]
- 2011 : Destruction[11]
- 2012 : On The Night Shit[12] ,création spéciale pour la saison culturelle des JO de Londres
- 2014 : Danbor Talka en collaboration avec la compagnie Deabru Beltzak[13]
- 2017 : Silence ![14]
- 2018 : Mineurs[15]
- 2021 : Blast[16]

## Discographie

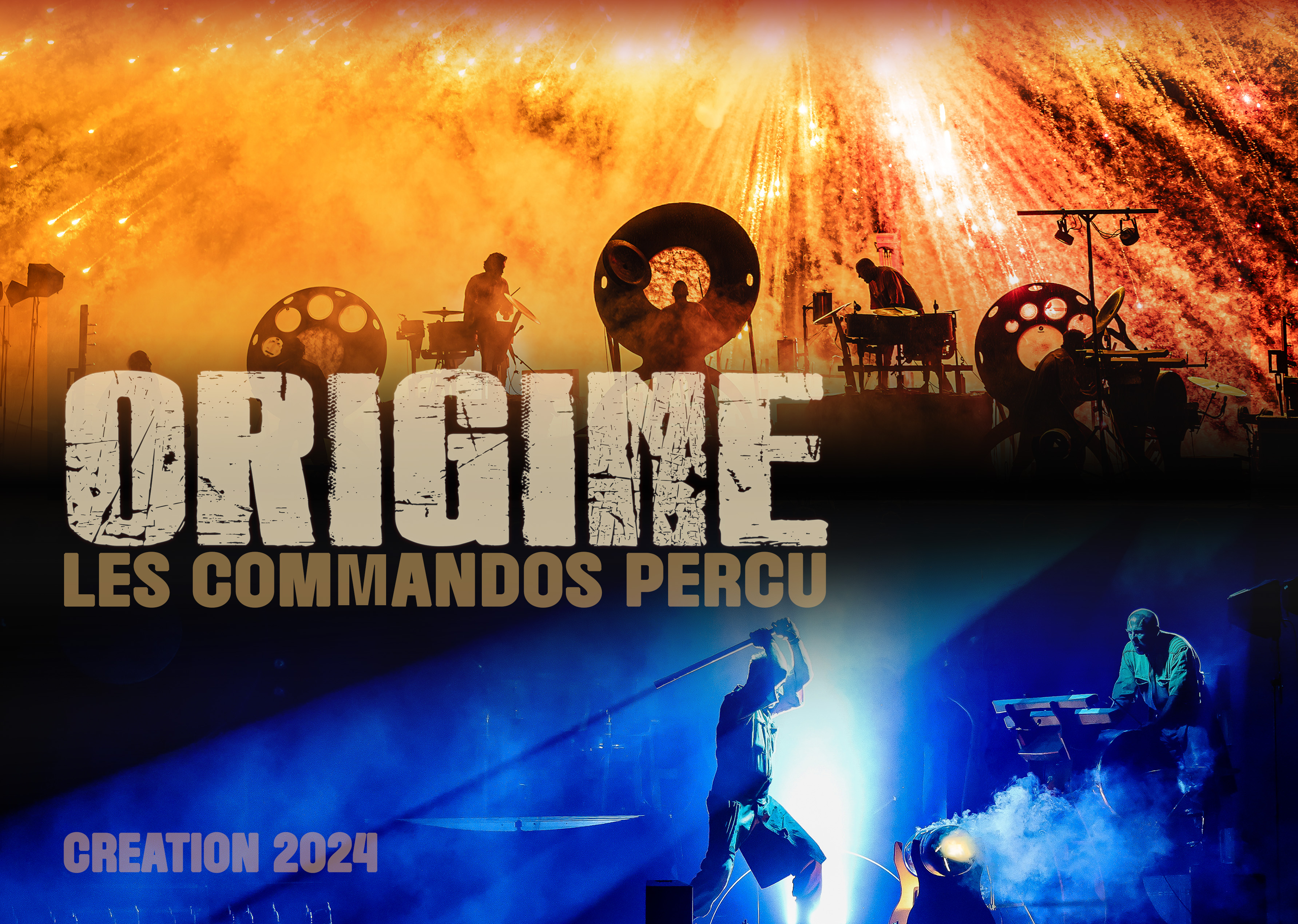

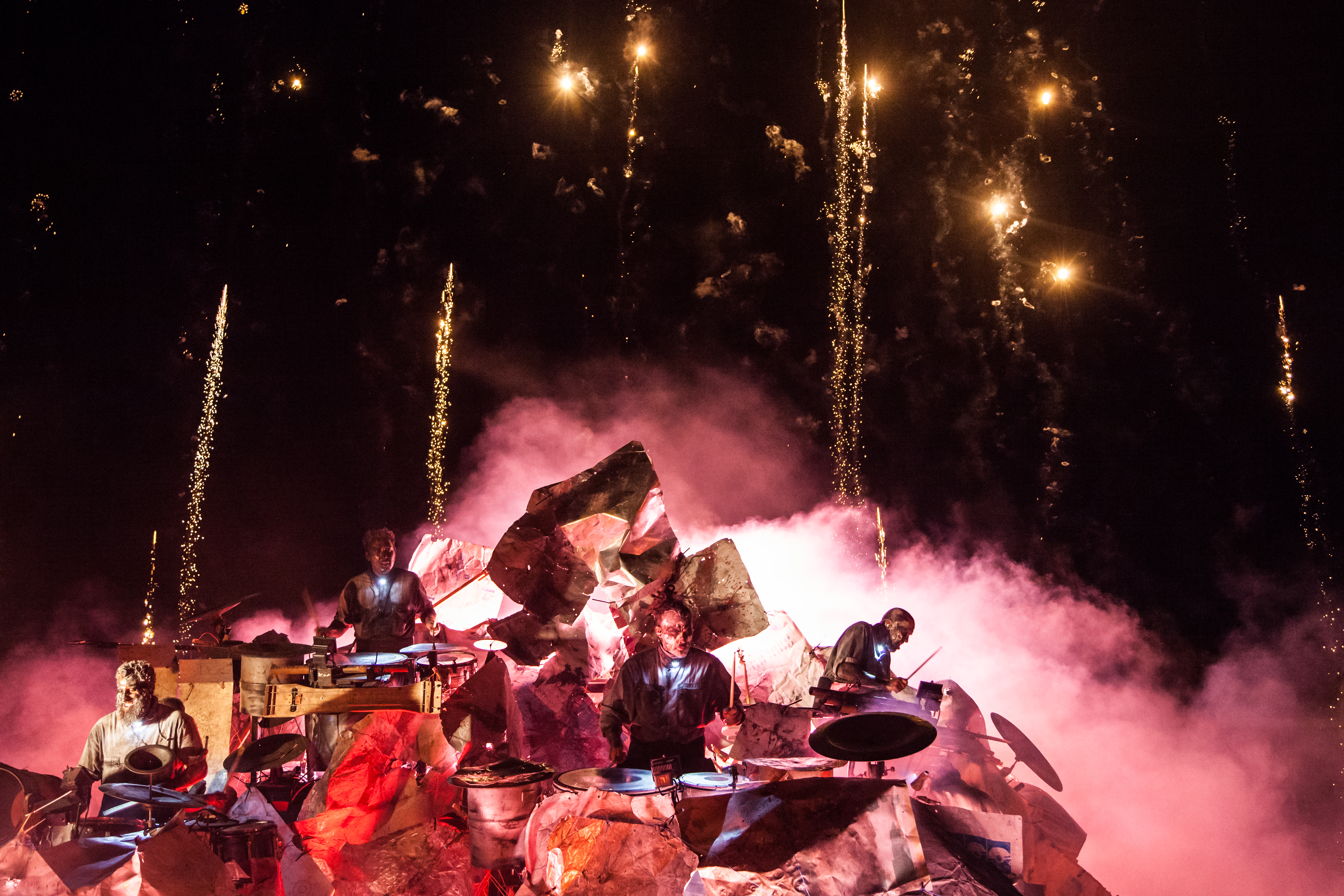

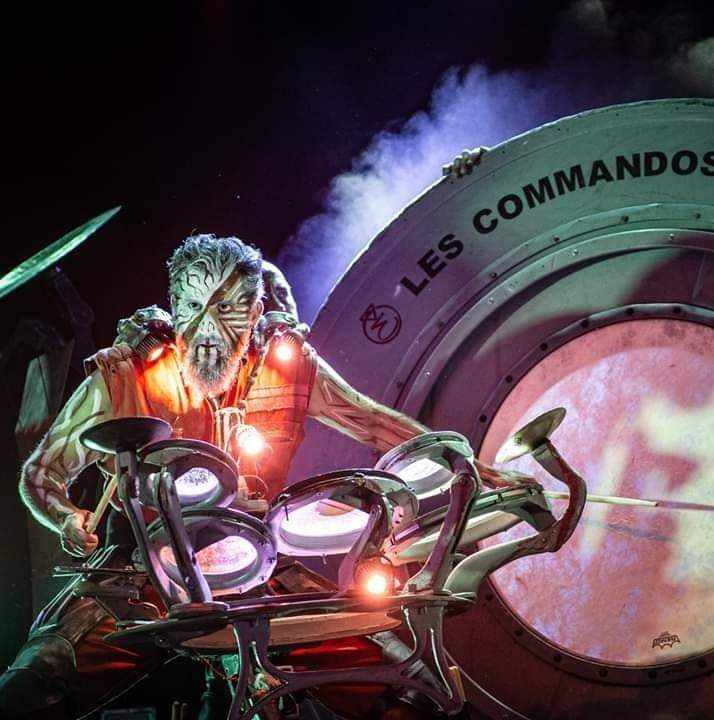

- Tchikotom (1999)[17]
- B.P.M Bombs Per Minute (2010)[18]
- Les Commandos Percu (2021)[19]